# Jenna’s American Sex Star
Jenna’s American Sex Star — реалити-шоу, идущее на американском платном телеканале Playboy TV.
Суть шоу заключается в том, что в каждом эпизоде четыре участника соревнуются в умении показывать сексуальные представления. Судьи и зрители голосуют за участниц на сайте Playboy.com. Победители шоу получают право подписать эксклюзивный контракт с киностудией Дженны Джеймсон ClubJenna.
В первом сезоне этого реалити-шоу победительницей стала Бри Беннетт.